# Thomas Shadwell
Thomas Shadwell (Lynford o Weeting, 1642 – Londra, 19 novembre 1692) è stato un poeta e commediografo inglese, Poeta Laureato del Regno Unito dal 1689 al 1692.

## Biografia
Dopo aver abbandonato gli studi al Gonville and Caius College dell'Università di Cambridge senza ricevere la laurea, Thomas Shadwell si unì al Middle Temple e nel 1688 fu nominato poeta laureato e storico reale al posto di John Dryden in seguito alla Gloriosa rivoluzione.
Fu sposato con l'attrice Anne Shadwell e la coppia ebbe quattro figli, inclusi il commediografo Charles Shadwell e John Shadwell, medico della Regina Anna e Giorgio I.
Morì nel quartiere londinese di Chelsea nel 1692 e fu sepolto nell'Old Church della zona. La sua tomba fu distrutta durante un bombardamento nazista, ma un suo busto realizzato da Francis Bird è ancora esposto nel Poets' Corner dell'Abbazia di Westminster.

## Attività letteraria
Fece il suo debutto come commediografo nel 1668 con The Suller Lovers or The Impertinents, un adattamento non in versi de Les Fâcheux di Molière. Commediografo prolifico, scrisse quasi una nuova opera all'anno per i quattordici anni seguenti e ottenne particolari apprezzamenti per Epsom Wells (1672) e The Squire of Alsatia (1688). Nel 1678 fu schernito da John Dryden nella satira Mac Flecknoe; or, A satyr upon the True-Blue-Protestant Poet, T.S; i due poeti erano stati in rapporti amichevoli per diversi anni, ma la loro amicizia si era guastata per motivi politici e religiosi, tanto che Shadwell intraprese questa schermaglia poetica nel 1682 con il poemetto scurrile The Medal of John Bayes: a Satire against Folly and Knavery. La contesa poetica sarebbe andata avanti per alcuni anni e fu portata al termine da Shadwell nel 1687 con una sua traduzione della X satira di Giovenale con chiari riferimenti a Dryden. Per quanto Dryden fosse effettivamente il poeta più dotato, Shadwell avrebbe trionfato sul rivale nel 1688, rimpiazzandolo come poeta laureato del Regno.

## Opere
- The Sullen Lovers (1668)
- The Royal Shepherdess (1669)
- The Humorist (1671)
- The Miser (1672)
- Psyche (1675)
- The Libertine (1676)
- The Virtuoso (1676)
- The History of Timon of Athens the Man-hater (1678)
- A True Widow (1679)
- The Woman Captain (1680)
- The Lancashire Witches and Teague O'Divelly, the Irish Priest (1682)
- Bury Fair (1689)
- The Amorous Bigot
- The Scowerers (1691)
- The Volunteers, or Stockjobbers (1693)